# Reial Orde de Sant Esteve d'Hongria
El Reial Orde de Sant Esteve d'Hongria (hongarès: Magyar királyi Szent Istvan lovagrend; alemany: Königlich ungarischer St. Stephans-Orden; llatí: Ordo Sancti Stephani Insignis (Regis Hungariae Apostolici)) va ser un orde de cavalleria hospitalària fundat al segle xii en honor de sant Esteve d'Hongria. El 5 de maig de 1764 l'emperadriu Maria Teresa I d'Àustria (com a reina d'Hongria) ressuscità l'orde.

## Història

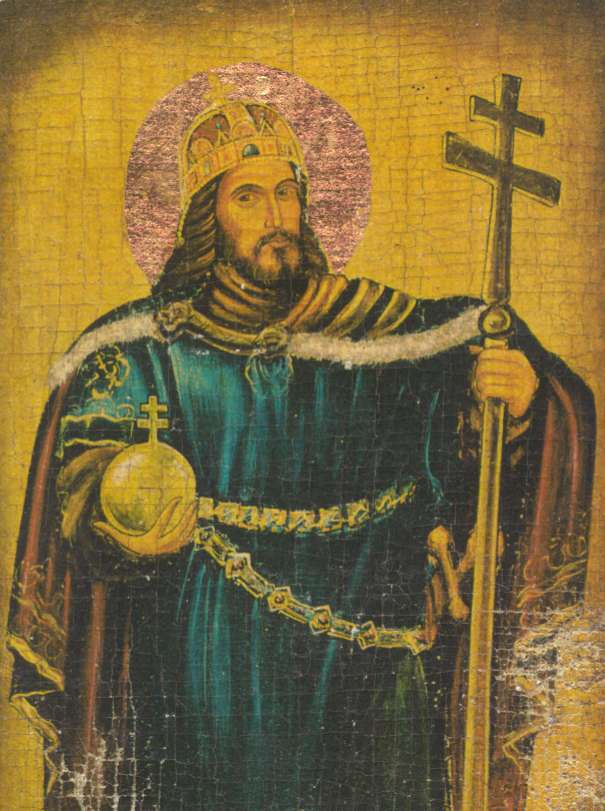
Sant Esteve I, rei d'Hongria, a qui està dedicat l'homònim orde austríac de cavalleria

L'orde porta el nom del famós rei hongarès, Esteve I (969-1038), durant el regnat del qual (997-1038) es produí la consolidació del poder entre els diversos grups ètnics que havia a Hongria i per la seva adhesió al cristianisme, el qual es convertí en la religió oficial de l'estat. La seva coronació, reconeguda per l'Església catòlica, es data tradicionalment el 1001. Va morir el 15 d'agost de 1038, durant la festa de l'Assumpció de Maria, i va ser canonitzat pel papa Gregori VII el 1083, amb el seu fill Imre (que havia mort abans en un accident de cacera el 1031 i el bisbe Gerard d'Hongria. Sant Esteve serà nomenat patró d'Hongria, els reis hongaresos. Roman la corona de sant Esteve, oficialment adoptada pels reis hongaresos, que segons la tradició, va ser donada pel papa Silvestre II per a la seva coronació el 1001.
La represa d'aquest significat, amb la intenció del consolidar els límits del Regne d'Hongria, inspiraren Maria Teresa d'Àustria a fundar un orde de cavalleria dedicat a Sant Esteve el 5 de maig de 1764. En realitat calia recular al 1741, quan els magnats hongaresos proposaren a la jove emperadriu constituir un orde que reconegués els valors d'Hongria a l'Imperi, però l'operació fou retardada per l'oposició principalment de l'aristocràcia austríaca que veien en aquest gest el reconeixement d'una excessiva rellevància al paper d'Hongria dins de l'Imperi.
Unit estatutàriament de manera perpètua a la corona hongaresa, l'orde fou inicialment destinat en partícula a premiar la personalitat de membres del Sacre Imperi Romanogermànic, però que no provinguessin de la noblesa austríaca o que formessin part de la baixa noblesa. L'orde esdevingué principalment notòria en l'època napoleònica, quan esdevingué la condecoració principal amb la qual es recompensava els generals, els aristòcrates i els diplomàtic estrangers que combatien a les guerres de les coalicions antinapoleòniques en defensa d'Àustria.
Però en el transcurs del segle xix, quan les tensions independentistes a Hongria es convertiren en més fortes davant les revoltes de 1848 i posteriors, molts hongaresos rebutjaren qualsevol concessió d'honors.
L'orde quedà dissolta el 1918 amb la caiguda de l'Imperi Austrohongarès al final de la Primera Guerra Mundial, per a ser reconstituït el 1938 pel regent Miklós Horthy amb el nom d'orde de Sant Esteve d'Hongria. Així ha estat conferit únicament en 3 ocasions entre el 1940 i el 1944. Després de la dissolució oficial del 1918, l'orde ha continuat sent conferida de manera privada als caps de la família Habsurg, que encara mantenen aquest privilegi.

## Membres i condicions d'admissió
L'orde, segons els estatuts de la seva fundació, comptava amb:
- 1 gran mestre
- 20 cavallers de gran creu
- 30 cavallers comendataris
- 50 cavallers

El primer sacerdot, a més de canceller de l'orde, era ex officio, l'arquebisbe d'Esztergom.
Segons els estatuts promulgats per Maria Teresa:
| « | els membres de l'orde només poden ser els que tinguin almenys quatre quartes parts de noblesa. Això pot ajudar a l'emperadriu a promocionar el seu paper de reina d'Hongria i alhora reforçar el paper quasi independent que tenia Hongria dins del Sacre Imperi Romanogermànic. Els cavallers de la Gran Creu tindran el títol de "cosins de l'emperador" i les seves insígnies hauran de tornar a la cancelleria de l'orde a la mort del destinatari. No hi ha distincions particulars per a la classe militar en aquest ordre. | » |

## Insígnies

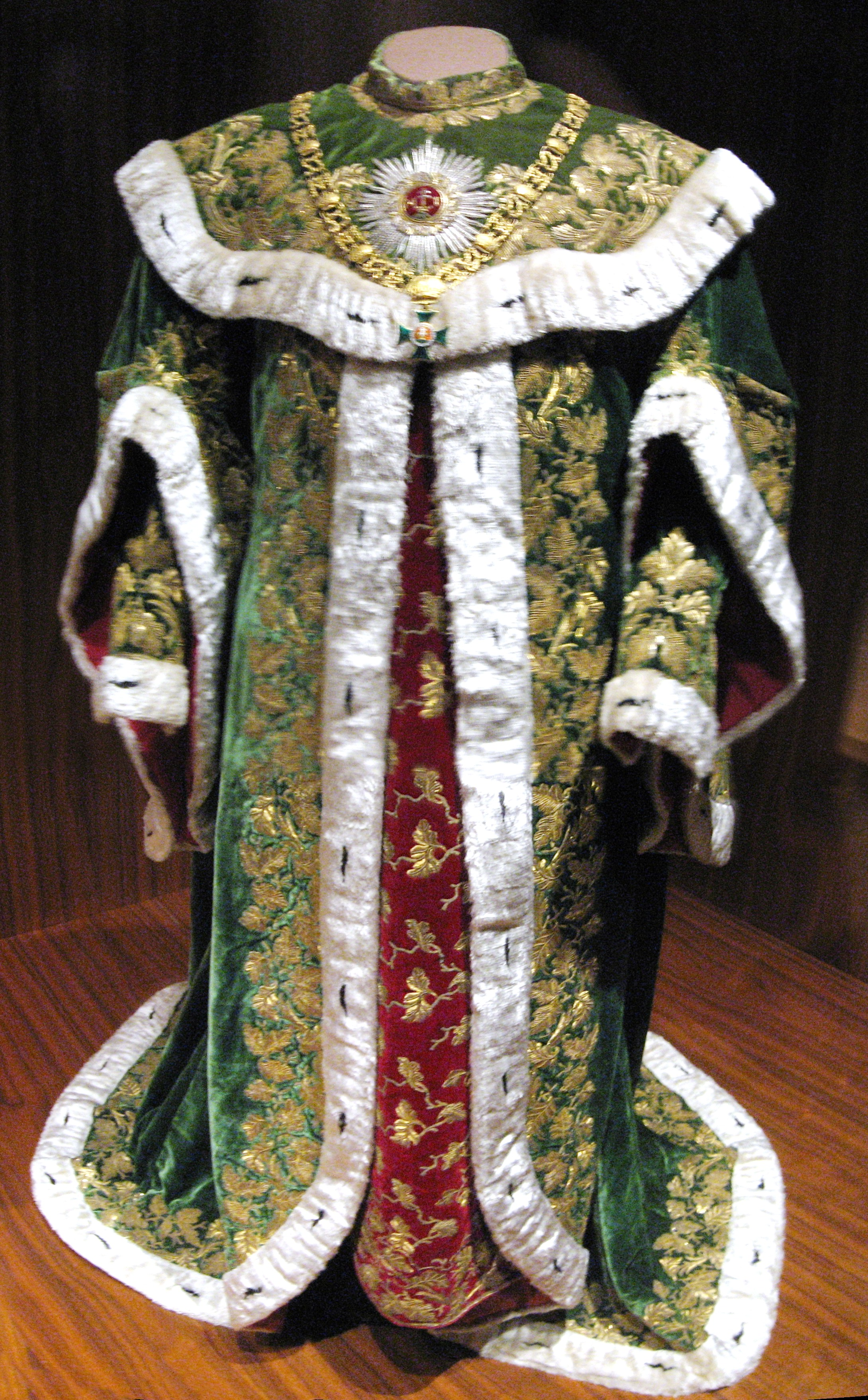
L'hàbit de l'Ordre

La insígnia és una creu verda amb vora daurada, penjada d'una corona hongaresa d'or. Al centre de la creu hi ha un escut circular sobre el qual està representada una creu patriarcal blanca de dos braços col·locada sobre una muntanya verda, amb una corona a la base i als costats les lletres 'M' i 'T' (de la nom de l'emperadriu, MARIA THERESIA). L'escut està tancat per una banda blanca que porta el lema Publicum Meritorum Praemium. A la part posterior apareix l'abreviatura STO ST. RI AP. (Sancto Stephano Rege Apostolico).
La cinta és verda amb una franja central carmesí.
El collar, destinat només als cavallers de la gran creu, és d'or i està format per una sèrie de corones hongareses unides pels monogrames alterns de Sant Esteve (SS) i de l'Emperadriu (MT). Al centre del collar hi ha una alosa en vol envoltada d'una banda amb el lema Stringit Amore.
L'hàbit de l'Orde, destinat exclusivament als cavallers de la gran creu per a ocasions oficials i cerimònies de cort, era d'estil medieval i incloïa un abric de brocat vermell daurat, sobre el qual es col·locava una capa amb mànigues i una treneta curta. decorat amb fullatge daurat i vorejat amb ermini. La capa es subjectava al coll mitjançant una museta sobre la qual, a la part davantera, hi havia brodades les insígnies de la gran creu de l'orde. El coll es portava sobre la museta. També s'utilitzava un tocat de hússar de moda fet de cabell d'ermini amb una cua de brocat vermell i daurat que acabava amb una borla daurada i rematada per una ploma negra. El tocat va quedar en desús al segle xix.
|           |            |                       |
| Insígnies |            |                       |
|           |            |                       |
| Galons    |            |                       |
| Cavaller  | Comendador | Cavaller de Gran Creu |

## Concessions
La taula següent il·lustra el nombre total de concessions de l'Ordre fetes pels diferents sobirans en els diferents períodes de la història d'Àustria. Els graus de concessió i l'augment o disminució de les concessions nacionals respecte a les a personalitats estrangeres, identifiquen bé els diferents moments històrics travessats primer pel Sacre Imperi Romanogermànic i després per l'Imperi Austríac fins a l'Austrohongarès.
| Grantor sobirà                 | Termini de concessió | Cavaller / estranger | Comandant / estranger | Cavaller de la Gran Creu / estranger | Total per sobirà                    |
| Maria Teresa                   | 1764–1765            | 14 / 1               | 14 / -                | 18 / -                               | 47 (46 nacionals, 1 estranger)      |
| Josep II                       | 1765–1790            | 43 / 4               | 51 / 2                | 92 / –                               | 192 (186 nacionals, 6 estrangers)   |
| Leopold II                     | 1790–1792            | 4 / 1                | – / –                 | – / –                                | 5 (5 (4 nacionals, 1 estranger)     |
| Francesc II/I                  | 1792–1835            | 76 / 108             | 76 / 19               | 135 / 8                              | 422 (287 nacionals, 135 estrangers) |
| Ferran I (V)                   | 1835–1848            | 13 / 35              | 29 / 5                | 37 / –                               | 119 (79 nacionals, 40 estrangers)   |
| Francesc Josep I               | 1848–1916            | 151 / 396            | 61 / 7                | 277 / 3                              | 895 (489 nacionals, 406 estrangers) |
| Carles I (IV)                  | 1916–1918            | 14 / 1               | 14 / –                | 18 / –                               | 47 (46 nacionals, 1 estranger)      |
| Miklós Horthy Regent d'Hongria | 1938–1944            | 2 / 3                | 1 / –                 | – / –                                | 6 (3 nacionals, 3 estrangers)       |
| Total                          | 1764–1944            | 866 cavallers        | 268 comanadors        | 590 cavallers de la gran creu        | Total concessions 1716              |